# إيرني كروفورد
إيرني كروفورد (17 نوفمبر 1891 ببلفاست في المملكة المتحدة - 12 يناير 1959 ببلفاست في المملكة المتحدة) (بالإنجليزية: Ernie Crawford)‏ هو لاعب اتحاد الرغبي ولاعب كرة قدم بريطاني (وحمل سابقاً جنسية المملكة المتحدة لبريطانيا العظمى وأيرلندا) في مركز ظهير ‏، شارك في الألعاب الأولمبية الصيفية 1924. وشارك مع منتخب أيرلندا الوطني لاتحاد الرغبي. أما مع النوادي، فقد لعب مع النادي البربري ‏.

## وصلات خارجية
- إيرني كروفورد على موقع الاتحاد الدولي (مؤرشف)  (الإنجليزية)
- إيرني كروفورد عل موقع إسبنسكروم (الإنجليزية)
- إيرني كروفورد على موقع أوليمبيديا (الإنجليزية)